# Keltis
Keltis — настільна гра від Райнера Кніції, випущена видавництвом Kosmos. Вперше гра вийшла у 2008 році з ілюстраціями Клауса Штефана та Мартіна Гоффмана. Гра виграла Spiel des Jahres у 2008 році . В американській версії гра була перейменована на Lost Cities: The Board Game, а в правила були внесені деякі незначні зміни. 
Гравці просуваються кам'яними стежками, що приносять все більше балів. Проте кожна стежка починається з негативного значення, тому має сенс рухатися лише тими стежками, на яких можна прогресувати.

## Склад гри
- 1 ігрове поле із шкалою Крамера
- 110 карт:
  - по 22 карти в 5 кольорах: червонувато-коричневий, жовтий, рожевий, зелений і блакитний, з номерами від 0 до 10 (кожне значення по 2 ×)[2]
- 20 фігурок гравців, по 5 у 4 кольорах: коричневий, сірий, чорний і білий, з яких 4 маленькі та 1 велика
- 4 фішки для підрахунку очок, по 1 у кожному з 4 кольорів
- 4 великі конюшини, по 1 у кожному з 4 кольорів
- 25 жетонів шляху:
  - 9 каменів бажання
  - 9 конюшин
  - 7 жетонів очок: значення 2 × 1, 3 × 2 і 2 × 3
- Правила гри (2 сторінки)

## Ігровий процес
Кожен гравець отримує спочатку вісім карт, інші карти утворюють колоду. Гравці по черзі викладають одну зі своїх карт перед собою і переміщують одну зі своїх фігурок на стежці відповідного кольору або скидають карту, якщо продовжити хід неможливо або не вигідно. Кожен гравець формує окрему стопку для кожного кольору. На своїх картках гравці повинні дотримуватися або зростання, або спадання значень, або викладати карти однакової вартості. Після того як почалася висхідна серія, можна додавати лише карти з вищими або рівними значеннями. Для спадних серій можна додавати лише рівнозначні або нижчі карти.
Залежно від того, на яке поле потрапить фігурка, виконуються різні дії:
- Якщо фігурка стає на жетон очок, гравець негайно отримує очки, які фіксуються на шкалі Крамера.
- Якщо фігурка стає на конюшину, гравець може перемістити іншу фігурку або ту саму фігурку ще раз.
- Якщо фігурка стає на камінь бажання, гравець забирає цей камінь і наприкінці гри отримає за нього очки.

Після цього гравець бере нову карту з колоди або одну з карт із скидання.
Гра закінчується, коли або береться остання карта з колоди, або п'ять фігурок досягають зовнішнього поля, де вони приносять мінімум шість очок. Після цього підраховуються бали фігурок. Малі фігурки можуть мати значення від −4 до +10, великі фігурки подвоюють свої значення. Фігурки, які не були виставлені на стежки, отримують значення нуль. Додатково гравці отримують очки за камені бажання. Всі очки фіксуються на шкалі Крамера. Переможцем стає гравець, який просунувся на шкалі Крамера найдалі. Якщо кілька гравців мають однакову кількість очок, перемагає кілька гравців.
Keltis базується на двоособовій грі Lost Cities, яка була випущена у 1999 році тим же видавцем.

## Розширення та адаптації
У лютому 2009 року вийшло доповнення Neue Wege – neue Ziele, яке додало нове ігрове поле з розгалуженими стежками. Це доповнення можна використовувати тільки разом із базовою грою Keltis. Також Kosmos випустив версію для подорожей під назвою «Візьми з собою».
У березні 2009 року було випущено Keltis – Das Kartenspiel.
У 2010 році вийшла нова самостійна версія гри Keltis – Das Orakel, яка зберігає базові принципи оригінальної гри, але додає нові тактичні можливості. Наприклад, вперше з’явилася можливість відступу фігурок назад.
United Soft Media (USM) випустила комп'ютерну версію гри Keltis. У серпні 2009 року USM випустила версію гри для консолі Nintendo DS.